# Серени, Маттео
Маттео Серени (итал. Matteo Sereni; род. 11 февраля 1975, Парма, Эмилия-Романья) — итальянский футболист, вратарь.

## Карьера
Маттео Серени начал свою карьеру в клубе «Сампдория», в 1993 году, так и не выйдя в составе «Сампы» Серени был отдан в аренду в клуб «Кревалкоре», где, правда, так же не вышел на поле. В 1995 году Серени, вернувшийся в «Сампдорию», наконец дебютировал в основе команды, затем футболист играл в аренде в клубах «Пьяченца», которой помог не вылететь в серию B, и «Эмполи», а затем два сезона в «Сампдории», где Серини уже был «первым» голкипером команды и одним из лучших голкиперов Италии. Затем Серени уехал в Англию в «Ипсвич Таун», который купил перспективного игрока за рекордные для клуба 7,5 млн евро, но там, хоть играл и регулярно, высокого класса игры не показывал.
После Англии, Серени вернулся на правах аренды в Италию, чтобы играть за «Брешиа», где Серени вновь вернул себе уважение итальянской футбольной общественности и заинтересовал клуб «Лацио», но после первого удачного сезона в клубе Серени потерял место в основном составе команды, уступая в классе Анжело Перуцци, и даже был отдан в аренду в «Тревизо», где тоже почти не играл. В 2007 году Серени переходит в клуб «Торино», где вновь находит свою игру и становится кумиром тиффози команды из Турина, что те настояли, чтобы президент «Торино» Урбано Кайро переподписал контракт с футболистом, что и было сделано, контракт рассчитан до 30 июня 2011 года.

## Статистика
| Сезон   | Клуб        | Лига         | Игры | Голы |
| ------- | ----------- | ------------ | ---- | ---- |
| 1993/94 | Сампдория   | Серия А      | 0    | 0    |
| 1994/95 | Кревалкоре  | Серия C1     | 0    | 0    |
| 1995/96 | Сампдория   | Серия А      | 4    | 0    |
| 1996/97 | Сампдория   | Серия А      | 6    | 0    |
| 1997/98 | Пьяченца    | Серия А      | 34   | 0    |
| 1998/99 | Эмполи      | Серия А      | 30   | 0    |
| 1999/00 | Сампдория   | Серия А      | 37   | 0    |
| 2000/01 | Сампдория   | Серия А      | 38   | 0    |
| 2001/02 | Ипсвич Таун | Премьер-Лига | 24   | 0    |
| 2002/03 | Брешиа      | Серия А      | 23   | 0    |
| 2003/04 | Лацио       | Серия А      | 9    | 0    |
| 2004/05 | Лацио       | Серия А      | 20   | 0    |
| 2005/06 | Лацио       | Серия А      | 2    | 0    |
| 2005/06 | Тревизо     | Серия А      | 7    | 0    |
| 2006/07 | Лацио       | Серия А      | 0    | 0    |
| 2007/08 | Торино      | Серия А      | 31   | 0    |
| 2008/09 | Торино      | Серия А      | 14   | 0    |